# Pärlemorbröstad svala
Pärlemorbröstad svala (Hirundo dimidiata) är en fågel i familjen svalor inom ordningen tättingar.

## Utseende
Pärlbröstad svala har en tvåfärgad fjäderdräkt med stålblå ovansida och ljus undersida. Den skiljer sig från hussvala och grågumpsvala genom mörk övergump och ljusa, ej mörka, vingundersidor.

## Utbredning och systematik
Pärlemorbröstad svala förekommer i södra Afrika. Den delas in i två underarter:
- Hirundo dimidiata dimidiata – förekommer i Namibia, Botswana, Sydafrika och Swaziland
- Hirundo dimidiata marwitzi – förekommer från Angola till Demokratiska republiken Kongo, Zambia, Zimbabwe, sydvästra Tanzania och Malawi

Arten är flyttfågel i södra delar av Sydafrika, men stannfågel i övriga områden.

## Levnadssätt
Arten ses i par eller smågrupper flyga lågt över gräs- och buskmarker, jordbruksfält och öppna skogar, ofta nära vatten.

## Status
Arten har ett stort utbredningsområde och beståndet anses stabilt. Internationella naturvårdsunionen IUCN listar den därför som livskraftig (LC).